# Melecta nivosa
Melecta nivosa är en biart som beskrevs av Morawitz 1893. Melecta nivosa ingår i släktet sorgbin, och familjen långtungebin. Inga underarter finns listade i Catalogue of Life.